# Mil Mi-26
Mil Mi-26 (rusko Миль Ми-26, Natova oznaka Halo), sovjetski transportni vojaški helikopter, je trenutno najtežji helikopter in hkrati tudi prvi, ki ima osemkraki glavni rotor. Njegov repni motor je tako velik kot glavni rotor pri manjših helikopterjih (MD 500). Njegova 20 tonska kapaciteta je primerljiva s transportnim letalom C-130 Hercules. Njegov ameriški tekmec je 14,5-tonski Sikorsky CH-53E Super Stallion

## Zgodovina
Po zasnovi največjega helikopterja na svetu Mil Mi-12 (C-12) v sedemdesetih so začeli z razvojem novega težkega helikopterja Izdelije 90 ("Projekt 90") in mu kasneje dodali oznako Mi-26. Nov helikopter naj bi imel prazno težo manjšo kot polovico maksimalne vzletne teže. Zasnoval ga je Marat Tiščenko, bližnji sodelavec Mihail Mil, ustanovitelja biroja OKB-329 "Опытное конструкторское бюро" - Opitnoje konstruktorskoje buro.
Mi-26 naj bi uporabljala tako vojska kot civilni uporabniki za prevoz strojev v odmaknjene kraje v Sibiriji, oklepna vozila, orožje, balistične rakete in drugo.
Prvič je poletel 14. decembra 1977, prvi serijski primerek pa 4. oktobra 1980.
Zgrajenih je bilo okoli 330 teh helikopterjev in je še vedno v produkciji. Mi-26 je bil vpleten v najhujšo helikoptersko nesreče v zgodovini, ko so ga v Čečeniji sestrelili s protiletalsko raketo in je umrlo 127 ljudi.

## Zasnova
Trup je prevlečen s titanom, ki ojača celotno konstrukcijo. Sredica rotorjevih krakov je iz ojačanega jekla in prevlečenega s steklenimi vlakni. Vsi rotorji imajo vgrajen električni sistem za preprečevanje nastajanja ledu. Helikopter po navadi nima nameščene oborožitve.
Zmožen je leteti s samo enim motorjem, sicer odvisno od teže tovora. Je malce težji od Mi-6, vendar ima dosti večjo kapaciteto tovora. Njegovi turbogredni (tudi turboosni) motorji Lotarev D-136 s 8.500 kW (11.399 KM) so najmočnejši helikopterski motorji v uporabi.
Unikatna je zasnova reduktorja VR-26, ki lahko prenaša 19.725 KM in je daleč najmočnejši te vrste. Njegov dobavitelj je izjavil, da takšnega reduktorja ni mogoče izdelati, zato ga je Mil izdelal sam.
Mi-26 drži rekord največje mase na višini 2000 metrov in sicer 56768,8 kg
Julija 2010 je bil predlagan razvoj rusko-kitajskega helikopterja s kapaciteto 33 ton.

## Različice

### Mi-26M
Mi-26M je izboljšana različica.

### Mi-26T
Mi-26T je izvozna različica, ki ima izboljšano elektronsko opremo.

### Mi-26 T Firebuster
Mi-26T je civilna različica Mi-26T, ki je namenjena gašenju požarov.

## Uporabniki
Uporabniki so države naslednice ZSSR, Južna Koreja, Laos, Peru, Indija, Grčija (različica Mi-26T) in Venezuela.

## Tehnične specifikacije
- Posadka: 2 pilota, 1 navigator, 1 inženir, 1 tehnik,
- Kapaciteta: 90 vojakov ali 20.000 kg tovora (44.090 lb)

- Dolžina: 40,025 m (131 ft 3¾ in) (rotors turning)
- Premer rotorja: 32,00 m (105 ft 0 in)
- Višina: 8,145 m (26 ft 8¾ in)
- Prazna teža: 28.200 kg (62.170 lb)
- Teža (naložen): 49.600 kg (109.350 lb)
- Maks. vzletna teža: 56.000 kg (123.450 lb)
- Motorji: 2 × Lotarev D-136 turbogredni, 8.500 kW (11.399 shp) vsak
- Maks. hitrost: 295 km/h (159 kt, 183 mph)
- Potovalna hitrost: 255 km/h (137 kt, 158 mph)
- Dolet: 1.920 km (1.036 nmi, 1.190 mi) z dodatnimi tanki
- Največja višina leta: 4.600 m (15.100 ft)